# أندريه كوستين
أندريه يفينوفيتش كوستين (بالأوكرانية: Андрій Євгенович Костін)؛ (17 أبريل 1973) هو محامي وسياسي أوكراني، وهو عضو في البرلمان الأوكراني منذ انتخابه عام 2019، وكان مرشحًا في عام 2021 ليصبح الرئيس الجديد لمكتب المدعي العام الأوكراني المتخصص بمكافحة الفساد (SAPO)، وكان رئيسًا للجنة السياسة القانونية في البرلمان الأوكراني لمدة عامين من 2020 إلى 2022، وصوت البرلمان الأوكراني له ليشغل منصب المدعي العام في 27 يوليو 2022.

## دراسته
درس أندريه كوستين القانون من 1990 إلى 1995 في جامعة أوديسا.